# سونغ جو-هان
سونغ جو-هان (هانغل: 송주한) هو لاعب كرة قدم كوري جنوبي في مركز الدفاع، ولد في 16 يونيو 1993 في إكسان في كوريا الجنوبية. شارك مع منتخب كوريا الجنوبية تحت 20 سنة لكرة القدم ومنتخب كوريا الجنوبية تحت 23 سنة لكرة القدم. أما مع النوادي، فقد لعب مع نادي جيونجنام ‏.

## وصلات خارجية
- سونغ جو-هان على موقع دوري كوريا الجنوبية (الإنجليزية)
- سونغ جو-هان على موقع قاعدة بيانات كرة القدم.إي يو (الإنجليزية)
- سونغ جو-هان على موقع Soccerway.com (الإنجليزية)